# Reiko Aylesworth
Reiko Aylesworth (ur. 9 grudnia 1972 w Evanston, Illinois) – amerykańska aktorka.

## Filmografia
- 1993: Tylko jedno życie jako Rebecca Lewis
- 1996: Lifestory: Rodziny w kryzysie jako Rita
- 1997: Koniec dzieciństwa jako Laurie Cannon
- 1997: Prawo i porządek jako Tiffany Sherman
- 1998: Ich własna wola jako Annie Jermaine
- 1998: Masz wiadomość jako gość podczas święta
- 1999: Zagubione serca jako Mary Claire Clark
- 1999: Now and Again jako dr Taylor
- 1999: Człowiek z księżyca jako Mimi
- 2000: Prezydencki poker jako Janine
- 2001: All Souls Dr Philomena Cullen
- 2002: Nie ma sprawy jako Kate Harrison
- 2002: Ambasada USA jako Liz Shoop
- 2002: 24 godziny jako Michelle Dessler
- 2003: The Dead Zone jako Natalie Connor
- 2005: Shooting Vegetarians jako Daisy
- 2005: Ojcowie i synowie jako Business Woman
- 2006: Przekonanie jako Julie Phelps
- 2007: Jak obrabować Micka Jaggera jako Simone Cashwell
- 2007: Killing Floor jako Audrey Levine
- 2007: Pierwszy jako Angelina Marveau
- 2007: Mr. Brooks jako Sheila
- 2007: Obcy kontra Predator 2 jako Kelly O’Brien
- 2007: Ostry dyżur jako Julia Dupree
- 2008: Asystenci jako Cassie Levine
- 2009: Zagubieni jako Amy
- 2011: Hawaii Five-0 jako dr Malia Weston